# Priskin Tamás
Priskin Tamás (Komárom, 1986. szeptember 27. –) magyar válogatott labdarúgó.

## Pályafutása

### Klubcsapatokban
Priskin 15 éves korában került a Győri ETO-hoz, 2005-ben pedig megkapta a magyar állampolgárságot a szlovák mellé. Ez tette lehetővé, hogy behívják a magyar válogatottba, korábban többször is elutasította a szlovákok ajánlatát. Az ETO-ban 2003. április 23-án mutatkozott be a bajnokságban, akkor 16 éves és 7 hónapos volt.
Amikor Lukas Podolski távozott az 1. FC Kölntől, a magyar csatárt is szóba hozták a németekkel. 2006. augusztus 9-én aztán a Premier Leaguebe frissen feljutott Watforddal írt alá egy négy évre szóló szerződést. Előtte próbajátékon szerepelt az angoloknál, mialatt négy gólt lőtt és három gólpasszt adott, ezzel meggyőzte a vezetőket. Az átigazolási díjat nem hozták nyilvánosságra, a találgatások szerint a kivásárlási ára 150 000-től egészen 1 millió fontig terjed.
Priskin 2006. augusztus 19-én mutatkozhatott be a Lódarazsaknál az Everton elleni idegenbeli mérkőzésen. Ezen a bajnokin ő készítette elő klubja szezonbeli első gólját, amikor Damien Francisnak adott gólpasszot. 2006. október 24-én megszerezte első találatát, a Hull City elleni ligakupa találkozón. December 30-án a Premiershipben is fejelt egy gólt a Wigan Athletic ellen, de a rossz időjárási körülmények miatt félbeszakították a találkozót, így ezt érvénytelenítették.
Néhány nappal ezután, a Fulham ellen Steve Bennett játékvezető kétszer is felmutatta neki a sárga lapot, így idő előtt el kellett hagynia a pályát. Első hivatalos bajnoki gólja 2007. április 9-én született meg, ezzel ő is hozzájárult a Portsmouth 4–2-es legyőzéséhez. Az 50. percben talált be Steve Kabba beadása után. 12 nappal később a Manchester Citynek is lőtt egy gólt – a 75. percben Douglas Rinaldi passzából –, amivel egy pontot szerzett csapatának, a végeredmény 1–1 lett.
A Watford a szezon végén kiesett, a 2007–2008-as szezonban Priskin kevés lehetőséget kapott, a képzeletbeli ranglétrán Marlon King, Darius Henderson és Nathan Ellington is felette állt. 2008. márciusában egy hónapra kölcsönvette a Preston North End. Március 8-án debütált a Charlton Athletic ellen, néhány nappal később pedig betalált a Burnley kapujába. A kölcsönszerződés lejárta után visszatért a Watfordhoz.
2009 elején bombaformába lendült, többek között betalált a Chelsea kapujába is, igaz csapata így is vereséget szenvedett. A Championshipben is rátalált góllövő cipőjére, három egymás utáni mérkőzésen is gólt lőtt, edzője pedig elismerte a magyar játékost.
2009. augusztus 7-én 1,7 millió fontért szerződött az Ipswich Town csapatához, Roy Keane kifejezett kérésére. 3 éves szerződést írt alá. 2011 márciusában először a Swansea City-hez, majd 2011 novemberében a Derby County-hoz került kölcsönbe. Itt góllal mutatkozott be.
2012. január 17-én közös megegyezéssel szerződést bontott az Ipswich Townnal, 3 nappal később pedig 3 és fél éves szerződést kötött az orosz Alanyija Vlagyikavkazzal.
2014. július 22-én 4 éves szerződést kötött a nevelőegyesületével.
A Szlovák Kupa 2016-17-es idényében kupagyőzelmet szerzett a Slovan Bratislava színeiben. A Szakolca elleni döntőt, amelyet a Slovan 3–0-ra nyert meg, a magyar támadó végigjátszotta 2017. május 1-jén.
2017. június 1-én haza igazolt a friss kupagyőztes Ferencvároshoz. A 2018-2019-es szezon kölcsönben a Szombathelyi Haladásnál töltötte. 21 bajnokin hét gólt szerzett a végül az élvonalból kieső csapatban. A Ferencváros 2020. január 15-én felbontotta a szerződését. Egy nappal később a másodosztályban szereplő Győri ETO bejelentette szerződtetését.

### A válogatottban
Priskin első válogatott meccsét 2005. augusztus 14-én, a Puskás Ferenc XI-ben játszotta a Real Madrid ellen, azonban ez nem hivatalos találkozó volt. Három nappal később hivatalosan is pályára lépett a magyar válogatottban, Argentína ellen. Eddigi legsikeresebb korszaka 2006 végére és 2007 elejére tehető, amikor sorozatban öt mérkőzésen szerzett gólt, Sárosi György, Puskás Ferenc, Deák Ferenc, Kocsis Sándor és Bene Ferenc óta erre csak ő volt képes. 2015. november 15-én látványos gólt szerzett a Norvégia elleni Európa-bajnoki pótselejtezőn, ahol a magyar válogatott 44 év után jutott ki a kontinenstornára. Bár a tavaszi szezonban sérülés hátráltatta, végül bekerült a 2016-os labdarúgó-Európa-bajnokságra utazó keretbe.

## Sikerei, díjai

### Klubcsapatokkal
Slovan Bratislava
- Szlovák Kupa
  - Győztes: 2016–2017

 Ferencvárosi TC
- Magyar bajnokság
  - Magyar bajnok: 2019–2020[8]
  - Ezüstérmes: 2017–2018

### A válogatottal
Magyarország
- Európa-bajnokság
  - nyolcaddöntős: 2016, Franciaország

## Statisztika

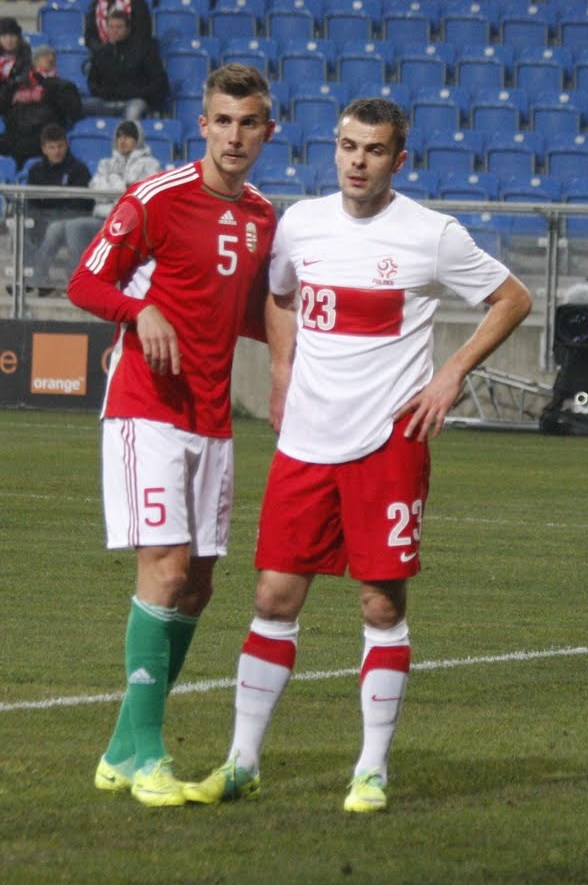
Priskin Tamás és Paweł Brożek 2011-ben

### A válogatottban
| Magyarország | Magyarország | Magyarország |
| Év           | Mérk.        | Gólok        |
| ------------ | ------------ | ------------ |
| 2005         | 3            | 0            |
| 2006         | 1            | 1            |
| 2007         | 11           | 5            |
| 2008         | 3            | 1            |
| 2009         | 6            | 0            |
| 2010         | 6            | 1            |
| 2011         | 8            | 3            |
| 2012         | 3            | 1            |
| 2013         | 1            | 0            |
| 2014         | 5            | 3            |
| 2015         | 7            | 2            |
| 2016         | 6            | 0            |
| 2017         | 3            | 0            |
| Összesen     | 63           | 17           |

### Mérkőzései a válogatottban
| Magyarország | Magyarország         | Magyarország                              | Magyarország   | Magyarország | Magyarország       | Magyarország  | Magyarország | Magyarország       |
| #            | Dátum                | Helyszín                                  | Hazai          | Eredmény     | Vendég             | Kiírás        | Gólok        | Esemény            |
| ------------ | -------------------- | ----------------------------------------- | -------------- | ------------ | ------------------ | ------------- | ------------ | ------------------ |
| 1.           | 2005. augusztus 17.  | Budapest, Puskás Ferenc Stadion           | Magyarország   | 1 – 2        | Argentína          | barátságos    | -            | 69'                |
| 2.           | 2005. december 15.   | Phoenix, Chase Field Stadium (USA)        | Magyarország   | 0 – 2        | Mexikó             | barátságos    | -            | 66' 71'            |
| 3.           | 2005. december 18.   | Miami (USA)                               | Magyarország   | 3 – 0        | Antigua és Barbuda | barátságos    | -            | 66'                |
| 4.           | 2006. november 15.   | Székesfehérvár, Sóstói Stadion            | Magyarország   | 1 – 0        | Kanada             | barátságos    | 1            | 36' 78'            |
| 5.           | 2007. február 6.     | Limassol                                  | Ciprus         | 2 – 1        | Magyarország       | barátságos    | 1            | 58' 89'            |
| 6.           | 2007. február 7.     | Limassol (CYP)                            | Lettország     | 0 – 2        | Magyarország       | barátságos    | 2            | 32' 52' 90+4'      |
| 7.           | 2007. március 24.    | Podgorica                                 | Montenegró     | 2 – 1        | Magyarország       | barátságos    | 1            | 1'                 |
| 8.           | 2007. március 28.    | Budapest, Szusza Ferenc Stadion           | Magyarország   | 2 – 0        | Moldova            | Eb-selejtező  | 1            | 9' 45' 88'         |
| 9.           | 2007. június 2.      | Iráklio, Pankritio                        | Görögország    | 2 – 0        | Magyarország       | Eb-selejtező  | -            | 81'                |
| 10.          | 2007. június 6.      | Oslo, Ullevaal Stadion                    | Norvégia       | 4 – 0        | Magyarország       | Eb-selejtező  | -            | 73'                |
| 11.          | 2007. augusztus 22.  | Budapest, Puskás Ferenc Stadion           | Magyarország   | 3 – 1        | Olaszország        | barátságos    | -            | 73'                |
| 12.          | 2007. szeptember 12. | Isztambul, Beşiktaş İnönü Stadion         | Törökország    | 3 – 0        | Magyarország       | Eb-selejtező  | -            | 26' 67'            |
| 13.          | 2007. október 13.    | Łódź                                      | Lengyelország  | 0 – 1        | Magyarország       | barátságos    | -            | a szünetben        |
| 14.          | 2007. november 17.   | Chișinău, Zimbru Stadion                  | Moldova        | 3 – 0        | Magyarország       | Eb-selejtező  | -            |                    |
| 15.          | 2007. november 21.   | Budapest, Puskás Ferenc Stadion           | Magyarország   | 1 – 2        | Görögország        | Eb-selejtező  | -            |                    |
| 16.          | 2008. február 6.     | Limassol, Cirion Stadion (CYP)            | Magyarország   | 1 – 1        | Szlovákia          | barátságos    | -            | 75' 90'            |
| 17.          | 2008. március 26.    | Zalaegerszeg, ZTE Aréna                   | Magyarország   | 0 – 1        | Szlovénia          | barátságos    | -            | 63'                |
| 18.          | 2008. augusztus 20.  | Budapest, Puskás Ferenc Stadion           | Magyarország   | 3 – 3        | Montenegró         | barátságos    | 1            | 29' 69'            |
| 19.          | 2009. március 28.    | Tirana, Qemal Stafa Stadion               | Albánia        | 0 – 1        | Magyarország       | vb-selejtező  | -            | 86'                |
| 20.          | 2009. augusztus 12.  | Budapest, Puskás Ferenc Stadion           | Magyarország   | 0 – 1        | Románia            | barátságos    | -            | 78'                |
| 21.          | 2009. szeptember 9.  | Budapest, Puskás Ferenc Stadion           | Magyarország   | 0 – 1        | Portugália         | vb-selejtező  | -            | 65'                |
| 22.          | 2009. október 10.    | Lisszabon, Estádio da Luz                 | Portugália     | 3 – 0        | Magyarország       | vb-selejtező  | -            | 56'                |
| 23.          | 2009. október 14.    | Koppenhága, Parken Stadion                | Dánia          | 0 – 1        | Magyarország       | vb-selejtező  | -            | 90'                |
| 24.          | 2009. november 14.   | Gent, Jules Ottenstadion                  | Belgium        | 3 – 0        | Magyarország       | barátságos    | -            | a szünetben        |
| 25.          | 2010. május 29.      | Budapest, Puskás Ferenc Stadion           | Magyarország   | 0 – 3        | Németország        | barátságos    | -            | 71'                |
| 26.          | 2010. június 5.      | Amszterdam, Amsterdam ArenA               | Hollandia      | 6 – 1        | Magyarország       | barátságos    | -            |                    |
| 27.          | 2010. augusztus 11.  | London, Wembley Stadion                   | Anglia         | 2 – 1        | Magyarország       | barátságos    | -            | 83'                |
| 28.          | 2010. szeptember 3.  | Stockholm, Råsunda Stadion                | Svédország     | 2 – 0        | Magyarország       | Eb-selejtező  | -            | 59'                |
| 29.          | 2010. október 8.     | Budapest, Puskás Ferenc Stadion           | Magyarország   | 8 – 0        | San Marino         | Eb-selejtező  | -            | 64'                |
| 30.          | 2010. november 17.   | Székesfehérvár, Sóstói Stadion            | Magyarország   | 2 – 0        | Litvánia           | barátságos    | 1            | 46' 61'            |
| 31.          | 2011. február 9.     | Dubaj, al-Sabab Stadion (UAE)             | Azerbajdzsán   | 0 – 2        | Magyarország       | barátságos    | -            | 23' a szünetben    |
| 32.          | 2011. március 25.    | Budapest, Puskás Ferenc Stadion           | Magyarország   | 0 – 4        | Hollandia          | Eb-selejtező  | -            | 79'                |
| 33.          | 2011. március 29.    | Amszterdam, Amsterdam ArenA               | Hollandia      | 5 – 3        | Magyarország       | Eb-selejtező  | -            | 73'                |
| 34.          | 2011. augusztus 10.  | Budapest, Puskás Ferenc Stadion           | Magyarország   | 4 – 0        | Izland             | barátságos    | -            | a szünetben        |
| 35.          | 2011. szeptember 2.  | Budapest, Puskás Ferenc Stadion           | Magyarország   | 2 – 1        | Svédország         | Eb-selejtező  | -            | 80'                |
| 36.          | 2011. október 11.    | Budapest, Puskás Ferenc Stadion           | Magyarország   | 0 – 0        | Finnország         | Eb-selejtező  | -            | 59'                |
| 37.          | 2011. november 11.   | Budapest, Puskás Ferenc Stadion           | Magyarország   | 5 – 0        | Liechtenstein      | barátságos    | 2            | 10' 20' 62'        |
| 38.          | 2011. november 15.   | Poznań, Városi Stadion                    | Lengyelország  | 2 – 1        | Magyarország       | barátságos    | 1            | 77' 81'            |
| 39.          | 2012. február 29.    | Győr, ETO Park                            | Magyarország   | 1 – 1        | Bulgária           | barátságos    | -            | 63'                |
| 40.          | 2012. szeptember 7.  | Andorra la Vella, Estadi Comunal          | Andorra        | 0 – 5        | Magyarország       | vb-selejtező  | 1            | a szünetben 68'    |
| 41.          | 2012. szeptember 11. | Budapest, Puskás Ferenc Stadion           | Magyarország   | 1 – 4        | Hollandia          | vb-selejtező  | -            |                    |
| 42.          | 2013. június 6.      | Győr, ETO Park                            | Magyarország   | 1 – 0        | Kuvait             | barátságos    | -            | a szünetben        |
| 43.          | 2014. június 4.      | Budapest, Puskás Ferenc Stadion           | Magyarország   | 1 – 0        | Albánia            | barátságos    | 1            | 69' 82' (11-esből) |
| 44.          | 2014. június 7.      | Budapest, Puskás Ferenc Stadion           | Magyarország   | 3 – 0        | Kazahsztán         | barátságos    | 1            | 26' 81'            |
| 45.          | 2014. szeptember 7.  | Budapest, Groupama Aréna                  | Magyarország   | 1 – 2        | Észak-Írország     | Eb-selejtező  | 1            | a szünetben 75'    |
| 46.          | 2014. október 14.    | Tórshavn, Tórsvøllur Stadion              | Feröer         | 0 – 1        | Magyarország       | Eb-selejtező  | -            | 84'                |
| 47.          | 2014. november 18.   | Budapest, Groupama Aréna                  | Magyarország   | 1 – 2        | Oroszország        | barátságos    | -            | 46'                |
| 48.          | 2015. június 5.      | Debrecen, Nagyerdei stadion               | Magyarország   | 4 – 0        | Litvánia           | barátságos    | 1            | 31' a szünetben    |
| 49.          | 2015. június 13.     | Helsinki, Olimpiai Stadion                | Finnország     | 0 – 1        | Magyarország       | Eb-selejtező  | -            |                    |
| 50.          | 2015. szeptember 4.  | Budapest, Groupama Aréna                  | Magyarország   | 0 – 0        | Románia            | Eb-selejtező  | -            | 88'                |
| 51.          | 2015. szeptember 7.  | Belfast, Windsor Park                     | Észak-Írország | 1 – 1        | Magyarország       | Eb-selejtező  | -            | 68' 84'            |
| 52.          | 2015. október 8.     | Budapest, Groupama Aréna                  | Magyarország   | 2 – 1        | Feröer             | Eb-selejtező  | -            | 75'                |
| 53.          | 2015. november 12.   | Oslo, Ullevaal Stadion                    | Norvégia       | 0 – 1        | Magyarország       | Eb-selejtező  | -            | 90+2'              |
| 54.          | 2015. november 15.   | Budapest, Groupama Aréna                  | Magyarország   | 2 – 1        | Norvégia           | Eb-selejtező  | 1            | 14' 62'            |
| 55.          | 2016. március 26.    | Budapest, Groupama Aréna                  | Magyarország   | 1 – 1        | Horvátország       | barátságos    | -            | a szünetben        |
| 56.          | 2016. június 4.      | Gelsenkirchen, Veltins-Arena              | Németország    | 2 – 0        | Magyarország       | barátságos    | -            | 64'                |
| 57.          | 2016. június 14.     | Bordeaux, Stade Bordeaux-Atlantique (FRA) | Ausztria       | 0 – 2        | Magyarország       | Eb-csoportkör | -            | 69'                |
| 58.          | 2016. június 18.     | Marseille, Stade Vélodrome (FRA)          | Izland         | 1 – 1        | Magyarország       | Eb-csoportkör | -            | 67'                |
| 59.          | 2016. szeptember 6.  | Tórshavn, Tórsvøllur Stadion              | Feröer         | 0 – 0        | Magyarország       | vb-selejtező  | -            | 27'                |
| 60.          | 2016. november 15.   | Budapest, Groupama Aréna                  | Magyarország   | 0 – 2        | Svédország         | barátságos    | -            | 58'                |
| 61.          | 2017. szeptember 3.  | Budapest, Groupama Aréna                  | Magyarország   | 0 – 1        | Portugália         | vb-selejtező  | -            | 30′                |
| 62.          | 2017. november 9.    | Luxembourg, Stade Josy Barthel            | Luxemburg      | 2 – 1        | Magyarország       | barátságos    | -            | 74'                |
| 63.          | 2017. november 14.   | Budapest, Groupama Aréna                  | Magyarország   | 1 – 0        | Costa Rica         | barátságos    | -            | 47' 59'            |
|              | Összesen             |                                           |                | 63           | mérkőzés           |               | 17           | gól                |